# Schwaan
Schwaan (pronunciación en alemán: /ʃvaːn/ⓘ) es un municipio situado en el distrito de Rostock, en el estado federado de Mecklemburgo-Pomerania Occidental (Alemania), a una altura de 4 metros. Su población a finales de 2016 era de 5000 habs. y su densidad poblacional, 130 hab/km².